# Capitanias do Brasil
```
   |-
       |
Erro:
:  
valor não especificado para "
nome_comum
"
```

As capitanias do Brasil foram divisões territoriais e administrativas criadas por Portugal para organizar seus territórios na América. De 1534 a 1753, o sistema predominante era o das capitanias hereditárias, concedidas a particulares. A partir de 1753, no entanto, o sistema tornou-se centralizado, com a implantação das capitanias gerais, diretamente subordinadas à Coroa, que se consolidaram como modelo administrativo até 1821.
As capitanias hereditárias representavam uma forma de governo em que a Coroa delegava a responsabilidade pela colonização e exploração do território americano a alguns nobres vassalos, concedendo-lhes amplas extensões de terra.
O modelo de capitanias e donatarias já era utilizado por Portugal desde o século XV nas ilhas da Madeira e de Cabo Verde. Em 1504, o rei Manuel I concedeu, por meio de Carta Régia, a doação da então chamada Ilha de São João a Fernão de Noronha. Em carta dirigida a Martim Afonso de Sousa em 1532, o rei João III comunicou sua decisão de dividir o território português na América em várias capitanias e, em 1534, oficializou as primeiras doações.
Dentre os fatores que motivaram a adoção do sistema de capitanias no Brasil, tanto no âmbito do Estado do Brasil, quanto no Estado do Maranhão, destacam-se a intenção de promover a colonização portuguesa do território, o impulso à evangelização e a recompensa da Coroa a particulares por serviços prestados. Segundo o historiador Capistrano de Abreu, a criação das capitanias foi uma resposta da monarquia portuguesa à ameaça representada pela França ao seu projeto de domínio na América. Outro fator apontado para explicar a escolha pelas capitanias foi a transferência dos custos da colonização do Estado para os donatários, beneficiando a Coroa em um contexto de escassez de recursos.
Pesquisas sugerem ainda que as capitanias no Brasil foram implementadas com o objetivo de converter a população nativa ao cristianismo, alinhando-se ao ideal das Cruzadas.

## Origens
Nas primeiras décadas do século XVI, Portugal enfrentou graves crises diplomáticas com a Espanha e a França. As condições técnicas da época não permitiam definir com precisão os limites reais do Tratado de Tordesilhas, levando os países signatários a uma disputa intensa pelos territórios limítrofes. Ao mesmo tempo, navios corsários franceses começaram a atracar no litoral brasileiro para extrair pau-brasil, estabelecendo pontos de trocas com os nativos. Perante essas ameaças ao domínio português na América, o rei João III enviou as chamadas expedições "guarda-costas" que visavam eliminar a presença francesa no território, sendo uma das mais famosas a liderada por Cristóvão Jacques. Entretanto, a navegação francesa não foi interrompida e continuava a ameaçar o projeto português. No final do ano de 1530, João III envia Martim Afonso de Sousa em uma nova expedição para expulsar os franceses e fundar uma povoação fixa no litoral, a vila de São Vicente.
João III acatou as recomendações do seu conselheiro Diogo de Gouveia e, além de promover o povoamento, decretou que o território fosse dividido em capitanias para serem doadas aos seus vassalos. Portugal já conhecia esse sistema, tendo êxito no desenvolvimento das capitanias nas ilhas da Madeira e dos Açores. Em uma carta a Martim Afonso de Sousa datada em 28 de setembro de 1532, João III informou que realizaria a divisão, prosseguindo a doação das capitanias no ano de 1534. Nesse ano foram criadas 14 capitanias, divididas em 15 lotes. Os doze beneficiários (chamados donatários) eram elementos da pequena nobreza de Portugal que se destacaram em campanhas de expansão na África, tanto no litoral ocidental quanto no oriental, e na Índia. O sistema combinava elementos do regime senhorial português da Idade Média com economia mercantilista do século XVI.

## Tipologia
As capitanias podiam ser classificadas em:
- Hereditárias e reais — quanto à posse, se geridas por capitães hereditários ou por mandatários nomeados diretamente pela Coroa. A propriedade, por outro lado, era exclusiva do Estado português; A partir do governo do Marquês de Pombal, as últimas capitanias hereditárias (também referidas como donatarias), ainda existentes, foram substituídas por capitanias-reais.[22]

- Insulares e continentais — quanto à sua localização;
- Permanentes e temporárias — quanto ao seu gênero de doação (a Capitania doada a Pero Cápico seria do segundo gênero);
- Principais e subalternas — quanto ao nível de autonomia; a relação de dependência das capitanias subalternas não era sempre a mesma. Ao passo que o Rio Negro e Santa Catarina, por exemplo, eram bastante dependentes do Grão-Pará e do Rio de Janeiro, respectivamente, as capitanias do Ceará, Paraíba do Norte e Rio Grande do Norte eram menos sujeitas a Pernambuco.[23]

## As capitanias
O modelo de capitanias se desenvolveu no território hoje denominado Brasil entre os séculos XVI e XIX, tendo por base capitanias hereditárias, predominantes no início, depois capitanias-gerais até a extinção do regime e a conversão das capitanias existentes em províncias, ocorrida em 1821.

### Capitanias primordiais
Inicialmente todas hereditárias, de norte a sul, as capitanias no território americano foram:
| Capitania                                 | Limites aproximados                                                                           | Donatário                       |
| ----------------------------------------- | --------------------------------------------------------------------------------------------- | ------------------------------- |
| Capitania do Maranhão (primeira secção)   | Extremo leste da Ilha de Marajó (PA) à foz do rio Gurupi (PA/MA)                              | Aires da Cunha e João de Barros |
| Capitania do Maranhão (segunda secção)    | Foz do rio Gurupi (PA/MA) a Parnaíba (PI)                                                     | Fernando Álvares de Andrade     |
| Capitania do Ceará                        | Parnaíba (PI) a Fortaleza (CE)                                                                | Antônio Cardoso de Barros       |
| Capitania do Rio Grande                   | Fortaleza (CE) à Baía da Traição (PB)                                                         | João de Barros e Aires da Cunha |
| Capitania de Itamaracá                    | Baía da Traição (PB) a Igarassu (PE)                                                          | Pero Lopes de Sousa             |
| Capitania de Pernambuco ou Nova Lusitânia | Igarassu (PE) à foz do Rio São Francisco (AL/SE)                                              | Duarte Coelho                   |
| Capitania da Baía de Todos os Santos      | Foz do Rio São Francisco (AL/SE) a Itaparica (BA)                                             | Francisco Pereira Coutinho      |
| Capitania de Ilhéus                       | Itaparica (BA) a Comandatuba (BA)                                                             | Jorge de Figueiredo Correia     |
| Capitania de Porto Seguro                 | Comandatuba (BA) a Mucuri (BA)                                                                | Pero do Campo Tourinho          |
| Capitania do Espírito Santo               | Mucuri (BA) a Itapemirim (ES)                                                                 | Vasco Fernandes Coutinho        |
| Capitania de São Tomé                     | Itapemirim (ES) a Macaé (RJ)                                                                  | Pero de Góis da Silveira        |
| Capitania de São Vicente                  | Macaé (RJ) a Caraguatatuba (SP) — 1º lote Bertioga (SP) a Cananeia/Ilha do Mel (PR) — 2º lote | Martim Afonso de Sousa          |
| Capitania de Santo Amaro                  | Caraguatatuba (SP) a Bertioga (SP)                                                            | Pero Lopes de Sousa             |
| Capitania de Santana                      | Ilha do Mel/Cananeia (PR) a Laguna (SC)                                                       | Pero Lopes de Sousa             |

#### Proposta de correção do mapa das capitanias primordiais

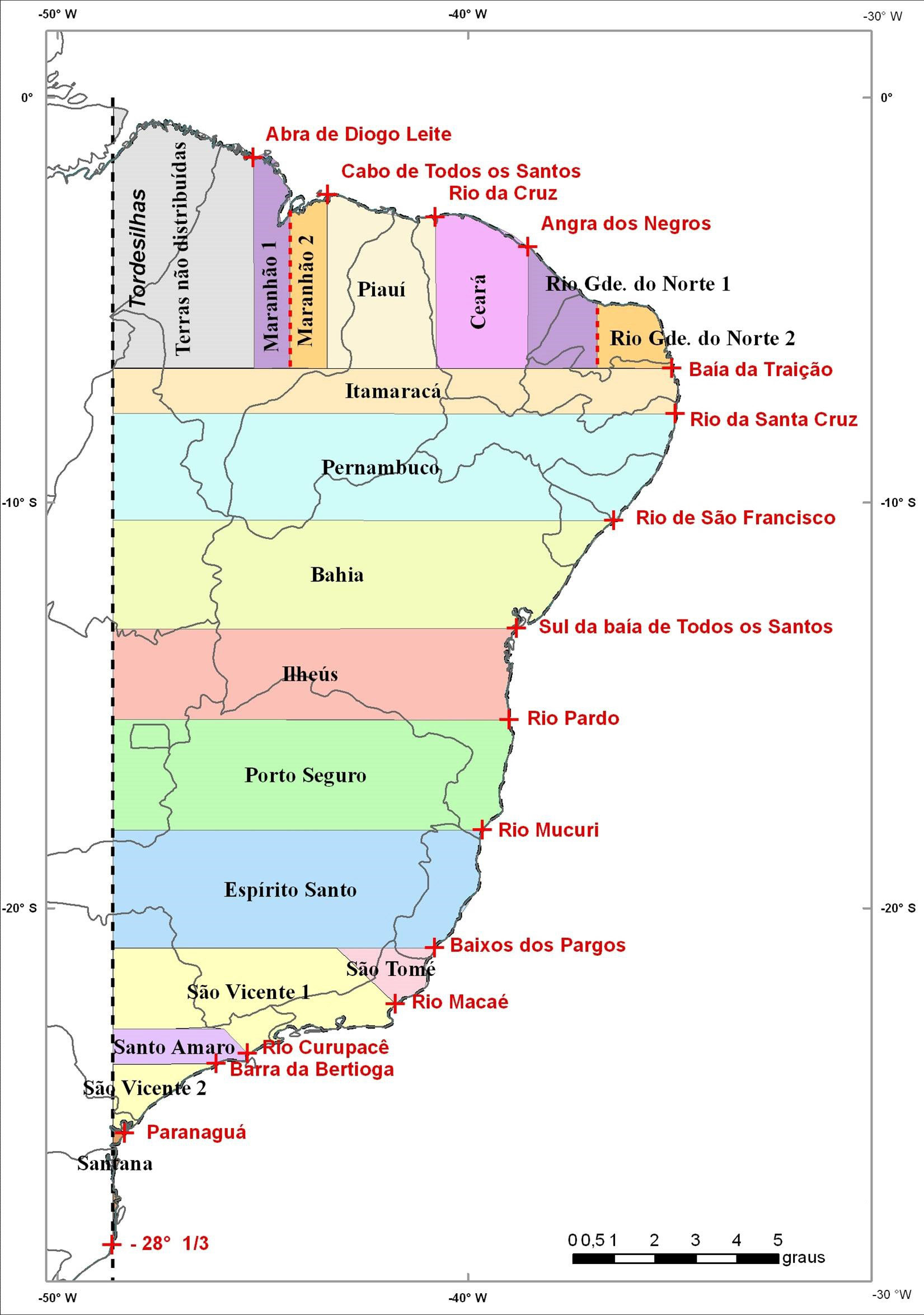
Mapa proposto por Jorge Pimentel Cintra.

Um estudo de 2013 do pesquisador Jorge Pimentel Cintra demonstra que há uma série de erros na visão tradicional e propõe alterações no desenho tradicional das capitanias hereditárias. Entre as alterações, estão um traçado vertical, e não horizontal (meridianos e não paralelos), para as capitanias do Rio Grande para cima, bem como um traçado com linhas correndo a noroeste para a capitania de São Tomé e para o primeiro lote da capitania de São Vicente. Essa nova proposta baseia-se em documentos primários: em um mapa da época, o de Bartolomeu Velho (que supõe um traçado como o dessa proposta) e nas cartas de doação cujos originais consultados estão na Torre do Tombo em Portugal. As cartas de doação, além das léguas de cada capitania, indicam a direção das linhas divisórias. Nelas está presente o rumo das divisas ao sul e, por inferência, as linhas ao norte, que não podem ser para oeste pois nesse caso, pela conformação da costa, haveria uma capitania só de água. Os textos referentes aos lotes ao norte indicam que as linhas correrão pelo sertão adentro e acrescenta que irão até os limites da soberania portuguesa e que não deverão sobrepor-se a outras terras já doadas a outro capitão. Essa cláusula restritiva só faz sentido se essas divisas não são paralelas às linhas das demais capitanias, pois nesse caso não haveria conflito.

### Outras capitanias surgidas ainda no século XVI
Posteriormente, João III (1521-1557) expediu, a 22 de Agosto de 1539, uma carta de doação da "Ilha de Ascensão" (atual ilha da Trindade), situada a 75 léguas da costa do Brasil, na altura de 19º e um terço do meridiano, a Belchior Carvalho, fidalgo da Casa Real, constituindo a Capitania da Trindade. Essa doação também não acarretou consequências, na prática.
A Capitania da Baía de Todos os Santos, por morte de seu donatário, foi vendida pela viúva à Coroa, para fins da instalação da sede do governo-geral, com a fundação da cidade do Salvador (1549). Um pouco mais tarde, ainda na região, foram doadas em 1556:
- a Ilha de Itaparica, a António de Ataíde, conde de Castanheira, constituindo a Capitania de Itaparica e Tamarandiva;
- a região do Rio Paraguaçu, a Álvaro da Costa, constituindo a Capitania do Paraguaçu (Peroaçu), em 1565, também denominada como "Capitania do Recôncavo da Bahia".

A primeira seção da capitania de São Vicente, que por falta de colonizadores havia sofrido a invasão francesa da baía de Guanabara, entre 1555 e 1567, foi recriada como Capitania Real do Rio de Janeiro.
A Capitania de Itamaracá, criada em 1534, foi abandonada pelo donatário e teve o território incorporado à Capitania da Paraíba, em 1754 e, por fim, da Capitania de Pernambuco, em 1763.

### Capitanias surgidas nos séculos XVII a XIX
Nos séculos XVII e XVIII, outras capitanias foram criadas:
- No Estado do Maranhão, da sua fundação até meados do século XVII, incorporava as capitanias reais do Maranhão, Pará, Gurupá e Ceará, além de capitanias privadas de Cumã ou Tapuitapera, Caeté, Cametá e Cabo do Norte, sendo que em 1656, dele se desvinculou a capitania do Ceará, importante no contexto de ocupação da região amazônica:
  - a Capitania do Grão-Pará, criada em 1616 a partir de desmembramento da capitania do Maranhão e da conquista de novos territórios.
  - a Capitania de Cametá, criada em 1620 e doada a Feliciano Coelho de Carvalho.
  - a Capitania de Tapuitapera, ou "do Cumá" ou "Cumã", criada em 1633 e doada a Antônio Coelho de Carvalho.
  - a Capitania de Gurupá, criada em 1623.[26][27]
  - a Capitania de Caeté ou Gurupi, doada a Feliciano Coelho de Carvalho em 1634 e, posteriormente, a Álvaro de Sousa.
  - a Capitania do Cabo Norte, doada a Bento Maciel Parente, em 1637.
  - a Capitania da Ilha Grande de Joanes ou "Capitania de Marajó", doada a António de Sousa de Macedo, em 1655.
  - a Capitania do Xingu, doada a Gaspar de Abreu de Freitas, em 1685.
  - a Capitania de São José do Piauí ou Capitania do Piauí foi criada em 1718, desmembrando-se da Capitania do Maranhão.
  - a Capitania de São José do Rio Negro, criada em 1755, desmembrada da Capitania do Grão-Pará. Abrangia territórios atualmente equivalentes aos estados do Amazonas e de Roraima.
- No Estado do Brasil:
  - a Capitania de Sergipe del-Rei, criada em 1590, durante a União Ibérica, pelo rei Filipe I de Portugal, e subordinada diretamente à Capitania da Baía de Todos os Santos.
  - a Capitania de Itanhaém, um desmembramento da Capitania de São Vicente, criada em 1624 por Mariana de Sousa Guerra, Condessa de Vimieiro.
  - a Capitania de Nossa Senhora do Rosário de Paranaguá, criada em 1656 pelo Marquês de Cascais, substituiu a Capitania de Santana. Foi anexada, em 1709, à Capitania de São Paulo e Minas de Ouro. Seu território correspondia aos atuais Estados do Paraná e Santa Catarina.
  - a Capitania de Campos dos Goitacases, antiga São Tomé, a Martim Correia de Sá (20 léguas) e a João Correia de Sá (10 léguas), criada em 1674.
  - a Capitania de São Paulo e Minas de Ouro, criada em 1709, com a junção das antigas capitanias de São Vicente, Santo Amaro e Paranaguá, e as regiões dos atuais Estados de Minas Gerais, Goiás, Tocantins, Rondônia, Mato Grosso e Mato Grosso do Sul, Paraná e Santa Catarina.
  - a Capitania de Minas Gerais, criada em 1720 a partir da cisão da capitania de São Paulo e Minas de Ouro.
  - a Capitania de Rio Grande de São Pedro, originou-se na fixação, em 1737, de José da Silva Pais, 60 léguas acima da desembocadura da Lagoa dos Patos.
  - a Capitania de Santa Catarina, criada 1738 nos territórios mais meridionais da capitania de São Paulo.
  - a Capitania de Goiás, criada em 1748, desmembrando-se da Capitania de São Paulo.
  - a Capitania de Mato Grosso, criada em 1748, desmembrando-se do território da Capitania de São Paulo.
  - a Capitania-comarca de São João das Duas Barras, correspondente aos atuais territórios do Estado de Tocantins e sul do Pará. Existiu entre 1808 e 1814, perdendo o status de capitania logo depois, restando somente a comarca.[28]
  - a Capitania de Alagoas, criada em 16 de setembro de 1817, desmembrando-se da Capitania de Pernambuco, a última a ser criada.

## Organização jurídica e administração

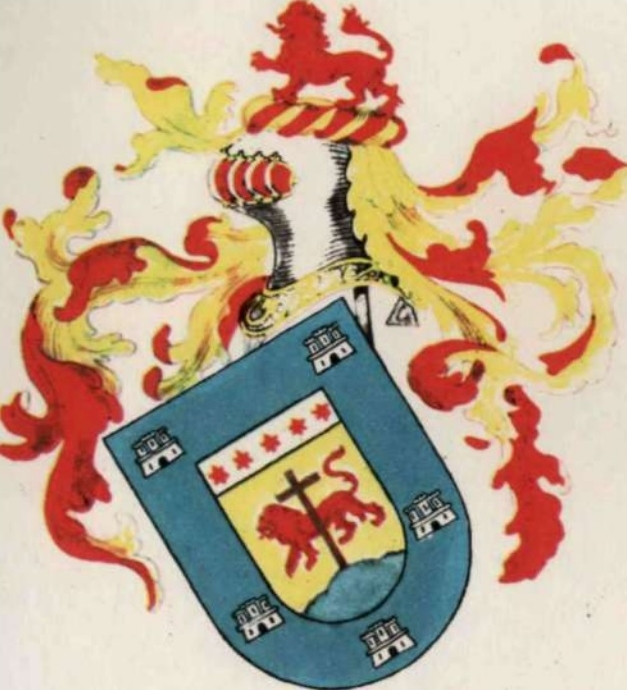
O brasão de Duarte Coelho, capitão-donatário da Capitania de Pernambuco..

Seguindo o modelo do senhorio medieval português, o vínculo jurídico entre o rei de Portugal e cada empreendedor particular (designado nos documentos como capitão ou governador) era estabelecido em dois documentos: a carta de doação, que conferia a posse e permitia o investimento privado e o autogoverno colonial, e a carta foral que determinava os direitos e competências jurídicas do donatário, bem como os tributos devidos a ele e ao rei. A região doada adquiria certa autonomia jurídica, mas permanecia sob a autoridade soberana do monarca português. O foral da Capitania de Pernambuco serviu de modelo aos forais das demais capitanias do Brasil.
Pela carta de doação, o capitão donatário recebia a posse da terra, podendo transmiti-la aos filhos. O documento também estabelecia que era necessário dividir a terra em sesmarias. O modelo das sesmarias surgiu em Portugal no final do século XIV como uma forma de reestruturar o território devido à crise alimentar pela qual passava. Aplicado ao contexto luso-americano, esse sistema permitia que o capitão realizasse doações de lotes de terra, favorecendo a colonização dos imensos territórios das capitanias. De acordo com as disposições da carta de doação, o donatário ficava com uma sesmaria para proveito próprio cuja extensão podia variar de dez a dezesseis léguas. Ele podia doar as demais sesmarias aos cristãos que tivessem condições de colonizá-las e defendê-las, tornando-os colonos. O donatário também recebia autoridade para fundar vilas, distribuir terras a quem desejasse, cultivá-las e construir engenhos.
A carta foral tratava, principalmente, dos tributos a serem pagos pelos colonos. Definia ainda, o que pertencia à Coroa e ao donatário. Se descobertos metais e pedras preciosas, 20% seriam da Coroa, e ao donatário caberiam 10% dos produtos do solo. A Coroa detinha o monopólio do comércio do pau-brasil e de especiarias.
Com a vila o arraial ou a freguesia adquiria a sua autonomia político administrativa, passando a constituir uma câmara de vereadores (com representantes eleitos pelos colonos), com direito de baixar "posturas" que eram espécies de leis municipais, cobrar impostos e recebia ainda um juiz de fora, pelourinho e cadeia pública. O donatário também exercia plena autoridade no campo judicial e administrativo para nomear funcionários e aplicar a justiça, podendo até decretar a pena de morte para escravos, índios e homens livres. Adquiria alguns direitos: isenção de taxas, venda de escravos índios e recebimento de parte das rendas devidas à Coroa. Podia escravizar os indígenas, obrigando-os a trabalhar na lavoura ou enviá-los como escravos a Portugal até o limite de 30 por ano. O donatário constituía-se na autoridade máxima dentro da própria capitania, tendo o compromisso de desenvolvê-la com recursos próprios.
Para a defesa do território eram organizadas tropas de ordenanças, segundo o modelo da metrópole.
De todos os territórios Brasileiros que foram divididos em capitanias, o lugar onde se verificou maior desenvolvimento foi a região da Nova Lusitânia (correspondente aos atuais Estados de Pernambuco e Alagoas), seguido pela Capitania de São Vicente.
A venda de uma capitania hereditária poderia ser feita, desde que o seu donatário obtivesse autorização do rei. Como ocorreu, por exemplo, com Leonor (herdeira de Pero do Campo Tourinho) que obteve autorização para vender a Capitania de Porto Seguro a João de Lencastre, Duque de Aveiro, em 16 de Julho de 1559, e com o colono Lucas Giraldes, que comprou a Capitania de Ilhéus dos herdeiros do donatário Jorge Figueiredo Correia que falecera em 1552.
As últimas capitanias hereditárias a passar para o domínio direto da coroa foram: a Capitania de São Vicente (vendida em 1709 pelo Marquês de Cascais à coroa portuguesa para a criação da capitania de São Paulo e Minas de Ouro), a Capitania do Espirito Santo (comprada pela coroa em 1715), a Capitania de Pernambuco (em 1716, quando a coroa comprou os direitos do último donatário Francisco de Paula de Portugal e Castro, 8.° Conde de Vimioso, tornando-se, a partir de então, a Capitania Real de Pernambuco), a  Capitania de Itanhaém (que deixou de existir em 1753, quando seu Donatário, o Conde da Ilha do Príncipe, a vendeu para a Coroa Portuguesa, e esta a anexou à Capitania de São Paulo), as Capitanias de Ilhéus e Porto Seguro (que foram incorporadas à Capitania da Bahia, em 1754 e 1761 respectivamente)  e a Capitania de Itamaracá (que em 1763, com a morte de seu último donatário, foi oficialmente extinta e anexada à Capitania de Pernambuco).
Diferentemente da doação de capitanias hereditárias, no qual apenas os homens eram donatários, a subdivisão das capitanias em sesmarias contou com a distribuição de terra para algumas mulheres. A documentação revela o nome de certas sesmeiras: Portazia de Bitancourt, no atual estado de Tocantins, que obteve as terras de seu pai após ficar viúva; Luiza de Lima Camello da Paraíba, cujas terras lhe foram doadas em 1720 para poder criar seus gados; Joanna Antunes, de Minas Gerais, que já vinha cultivando uma fazenda e possuía bastante gado e escravos, obtendo a terra de forma legítima em 1728.

### Subdivisões das Capitanias
De acordo com Caio Prado Júnior, a capitania no século XVIII e início do século XIX, sendo ela subalterna ou principal, era a maior unidade administrativa numa colônia portuguesa. Dividia-se seu território em comarcas. As comarcas por sua vez se compunham de termos, com sede nas vilas ou cidades. Os termos se dividiam em freguesias, subdivisão que coincidia com uma paróquia, circunscrição eclesiástica que tem como sede uma igreja paroquial da Igreja Católica, e que serviam para a administração civil. E por último as freguesias se dividiam em bairros.
O dicionário de Raphael Bluteau (1712, volume II, ou seja impresso durante o período colonial), chega a afirmar que as capitanias do Brasil eram praticamente o mesmo que as províncias da metrópole, diferindo apenas na nomenclatura usada pelo Estado português.

## Governo-geral

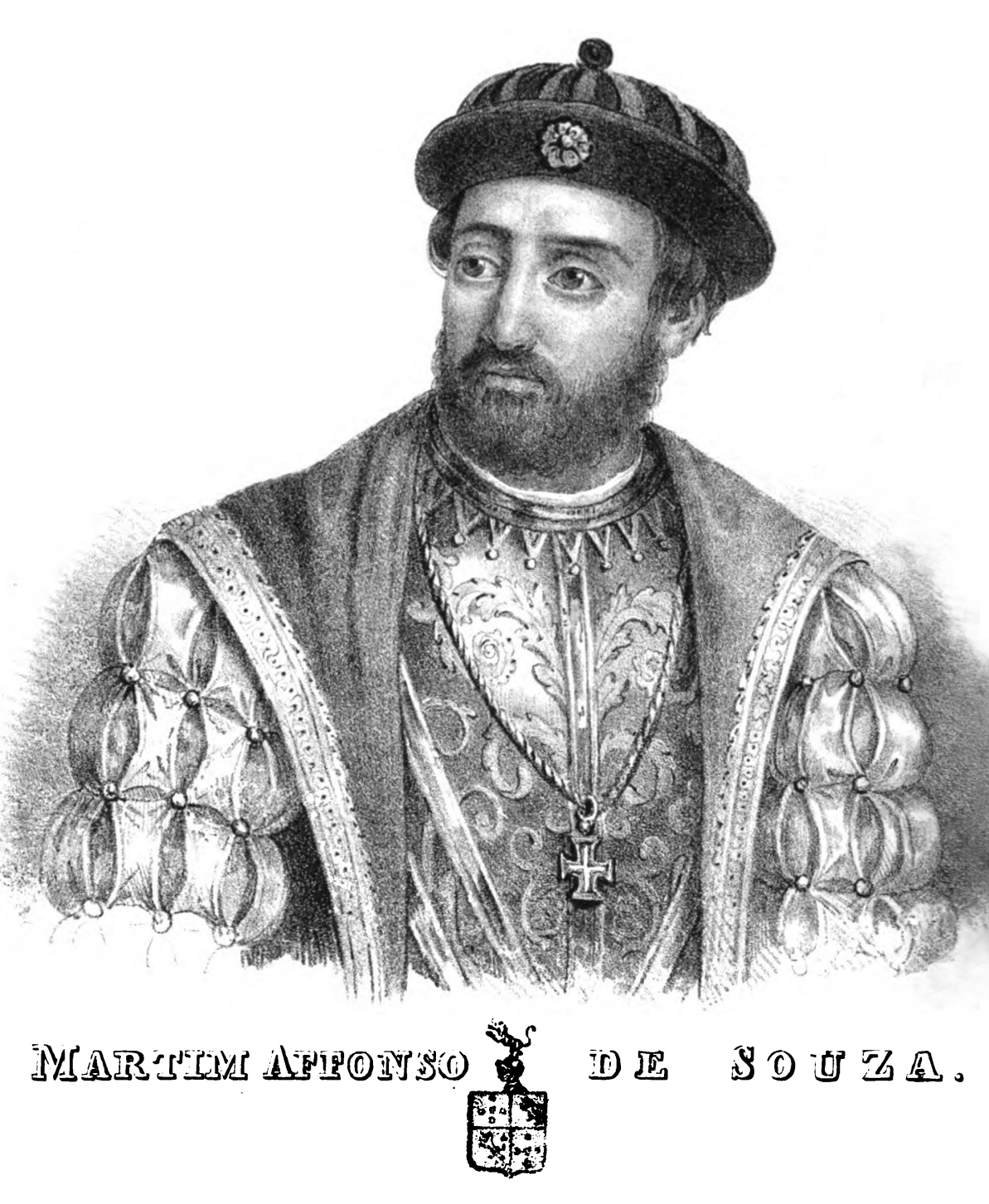
Martim Afonso de Sousa, primeiro donatário da capitania de São Vicente.

Em 1548, percebendo a dificuldade e os riscos ao projeto colonizador, a coroa decidiu centralizar o governo das capitanias instaladas no Brasil, e enviou um primeiro governador-geral, Tomé de Sousa (1548). 

### Antecedentes
É costume afirmar-se que o sistema de capitanias hereditárias fracassou no Brasil, diante da constatação de que apenas a Capitania de Pernambuco e a de São Vicente lograram alcançar êxito (político-econômico) nas décadas seguintes. Em ambas, havia prosperado a lavoura de cana-de-açúcar e, apesar dos problemas comuns às demais capitanias, os respectivos donatários, Duarte Coelho e os representantes de Martim Afonso de Sousa, conseguiram manter os seus colonos e estabelecer alianças com os indígenas. 
Merece destaque a capitania da Bahia, cuja subdivisão na parte norte foi doada por Tomé de Sousa a  Garcia d´Ávila Pereira de Aragão. Durante 250 anos, expandiu-se ao longo das gerações dos seus senhores por mais de 400 léguas na Região Nordeste do Brasil — um território que se tornaria o maior latifúndio do mundo,  que atingiu um total de 800 mil quilômetros quadrados, sediado na Casa da Torre, Praia do Forte, a 80 km de Salvador, no atual município de Mata de São João – BA. 
Além do enfraquecimento do comércio de especiarias com a Índia e, com os espanhóis extraindo grandes quantidades de preciosidades das províncias, o insucesso das demais capitanias certamente atrasou o desenvolvimento da terra. As dificuldades eram maiores do que os donatários podiam calcular. Muitos donatários nem chegaram a tomar posse das suas terras. Entre as causas para tal, relacionam-se:

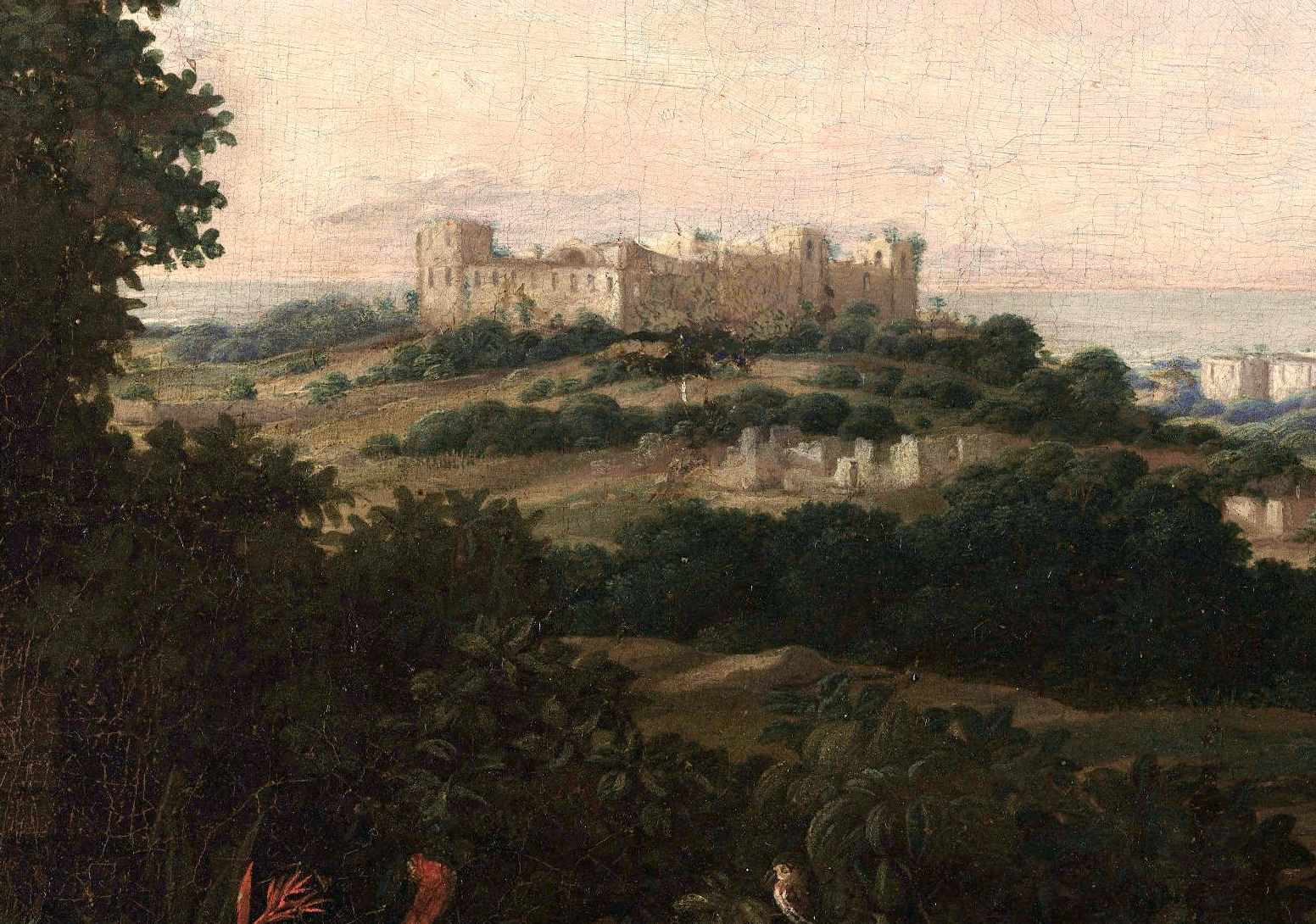
Ruínas do antigo Castelo de Duarte Coelho (Olinda), primeira casa-forte do Brasil.

- a difícil adaptação às condições climáticas e a um tipo de vida diferente do existente na Europa;
- o alto custo do investimento, que não trazia um retorno imediato;
- a falta de recursos humanos, por parte dos donatários, para desenvolver os lotes;
- os ataques das tribos indígenas e de corsários estrangeiros, assim como as disputas internas e dificuldades na aplicação da Justiça;
- a falta de comunicação e de articulação entre as diversas capitanias pelas enormes distâncias entre si, e entre elas e a metrópole;
- a ausência de uma autoridade central (governo) que amparasse localmente as Capitanias, referente à economia, justiça e segurança.

Mesmo assim, o sistema de capitanias cumpriu os objetivos ao preservar a posse da terra para Portugal, lançando os fundamentos da colonização, com base no tripé constituído pela grande propriedade rural, pela monocultura de um produto de larga aceitação na Europa e pelo trabalho escravo.

### Primórdios do Governo-geral
Já em meados do século XVI, percebendo a dificuldade e os riscos ao projeto colonizador, a Coroa decidiu centralizar o governo do Brasil, e enviou um primeiro governador-geral, Tomé de Sousa (1548).
Com a finalidade de "dar favor e ajuda" aos donatários e centralizar administrativamente a organização da Colônia, devido à necessidade de transformar a América Portuguesa em um empreendimento lucrativo, o rei de Portugal resolveu criar em 1548 o Governo Geral do Brasil (via Regimento de 17 de dezembro). Assim, resgatou dos herdeiros de Francisco Pereira Coutinho a capitania da Bahia de Todos os Santos, transformando-a na primeira capitania real ou da Coroa, sede do Governo Geral. Esta medida não implicou a extinção das capitanias hereditárias e até mesmo outras foram implantadas, como a de Itaparica, em 1556, e a do Recôncavo Baiano, em 1566. No século XVII continuaram a ser criadas capitanias hereditárias para estimular a ocupação do Estado do Maranhão.
Um Regimento instituiu o Governo Geral. O documento detalhava as funções do novo representante do governo português na Colônia. O governador-geral passou a assumir muitas funções antes desempenhadas pelos donatários. A partir de 1720 os governadores receberam o título de vice-rei. O Governo Geral permaneceu até a vinda da família real para o Brasil, em 1808.
Tomé de Sousa, o primeiro governador do Brasil, chegou em 1549 e fundou a cidade de Salvador, a primeira da Colônia. Trouxe três ajudantes para ocupar os cargos de: provedor-mor, encarregado das finanças; ouvidor-geral, a maior autoridade da justiça; e o de capitão-mor da costa, encarregado da defesa do litoral. Vieram também padres jesuítas chefiados por Manuel da Nóbrega, encarregados da catequese dos indígenas e de consolidar, através da fé, o domínio do território pela Coroa portuguesa.
O controle da aplicação da justiça e a expansão da fé cristã, ações atribuídas ao Governo Geral, eram expressivas em relação ao momento pelo qual passavam as monarquias europeias: o absolutismo e os movimentos decorrentes do surgimento do protestantismo.
Em 1551, no governo de Tomé de Sousa, foi criado o primeiro bispado do Brasil com sede na capitania real, sendo nomeado bispo Pero Fernandes Sardinha. Foram também instaladas as Câmaras Municipais, compostas pelos "homens bons": donos de terras, membros das milícias e do clero. Nesse período ainda foi introduzida, nessa capitania, a criação de gado e instalados engenhos. Com essas medidas o governo português pretendia reafirmar a soberania e a autoridade da Metrópole, e consolidar o processo de colonização.
Foi ainda no período do governo de Tomé de Sousa que chegou ao Brasil um considerável número de artesãos. De início trabalharam na construção da cidade de São Salvador da Bahia de Todos os Santos e, depois, na instalação de engenhos na região. Eles eram mão de obra especializada tão necessária na Colônia que a Coroa lhes ofereceu, caso viessem para o Brasil, isenção de pagamento do dízimo pelo mesmo prazo dado aos colonos.
Os governadores seguintes, Duarte da Costa (1553-1557) e Mem de Sá (1557-1572), reforçaram a defesa das capitanias, fizeram explorações de reconhecimento da terra e tomaram outras medidas no sentido de reafirmar e garantir a colonização. Mas enfrentaram grandes dificuldades: choques com índios e com invasores, especialmente os franceses; conflitos com o bispo, e com os próprios jesuítas que se opunham à escravidão indígena, e entre antigos e novos colonos.

## Territórios agregados antes da extinção do sistema de capitanias
A Colônia do Sacramento e, posteriormente a Província Cisplatina, territórios hoje uruguaios, ao sul do atual território brasileiro, além da Colônia de Caiena e Guiana, território ao norte, que compõe hoje a Guiana Francesa, foram territórios agregados às colônias portuguesas das Américas. A Província Cisplatina chegou a compor o Império do Brasil, tornando-se independente deste em 1828. Já a Colônia de Caiena e Guiana foi devolvida em 21 de novembro de 1817, como resultado do Tratado de Viena, tendo os portugueses deixado Caiena com a assinatura de um convênio entre a França e o Reino Unido de Portugal, Brasil e Algarves.

## Extinção definitiva
A extinção do sistema de capitanias ocorreu formalmente em 28 de fevereiro de 1821, um pouco mais de um ano antes da declaração de independência. A maioria das capitanias tornaram-se províncias ultramarinas de Portugal e o território de algumas, como o da capitania de São José do Rio Negro e o da capitania de Sergipe, foi anexado às novas províncias.
Contudo, Portugal somente reconheceu a independência do Brasil em 1825 após a derrota militar num conflito armado entre ex-colônia e ex-metrópole, e, no ponto de vista jurídico português, as então províncias ultramarinas rebeldes localizadas na América do Sul só passaram a integrar o novo país independente em 1825.